# Jurado (concejo)
Un jurado en la Edad Media era un cargo de funcionario judicial en la administración del gobierno de un concejo con funciones de supervisión de la actividad económica y que en algunos municipios representaban a los vecinos de los barrios.
Su nombre deriva del juramento que debían efectuar antes de comenzar a ejercer su cometido. Los jurados debían ser elegidos por los propios vecinos del municipio castellano, pues a ellos son los que debían defender sus intereses, tanto controlando la actuación de los magistrados como fiscalizando los ingresos y gastos.
En los municipios del Reino de Aragón, además de los jurados existieron los oficiales aportellados. A partir del siglo XIII, ante la complejidad de las ciudades, empezaron a utilizar un grupo de consejeros denominado consell. 
En Mallorca, los jurados formaban parte del Gran i General Consell, constituido en 1373 como órgano director de la política del Reino de Mallorca. En el Reino de Valencia, los jurados junto con las parroquias elegían al bayle. En Cataluña, los jurados eran magistrados locales similares a los pahers.